# Rum River

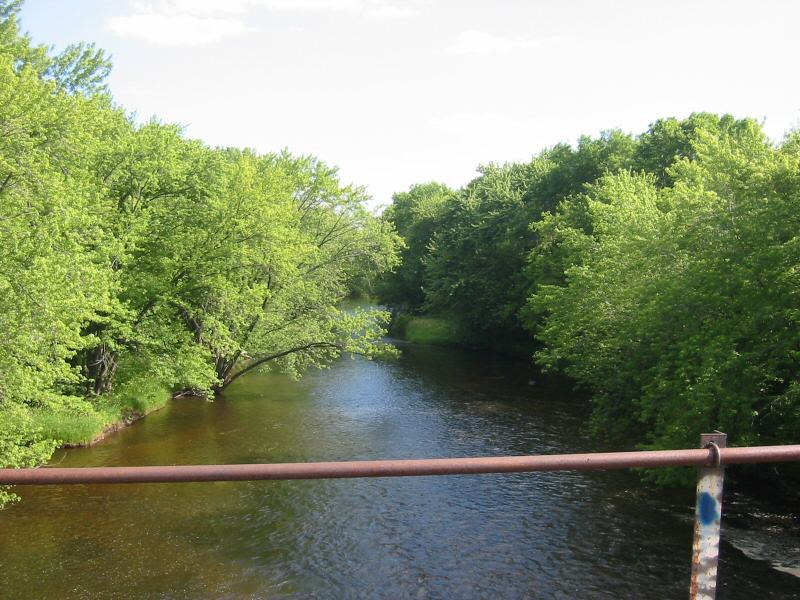
Rum River vid Milaca.

Rum River är en biflod till Mississippifloden i Minnesota. Den har sin början i Mille Lacs Lake och når Mississippifloden vid Anoka, ca 30 km nordväst om Minneapolis.
Flodens engelska namn, "romfloden", anses allmänt vara resultatet av en grov och fullt avsiktlig felöversättning av efterledet i dess dakotaspråkiga namn M'niwakan ("heligt/mystiskt vatten"). En vanlig översättning av "wakan" till engelska är "spirit", vilket också betyder sprit. Översättaren ska alltså medvetet ha anspelat på det bland indianerna utbredda alkoholmissbruket.
Det finns numera en stark lokal opinion, inte minst bland dakotaindianerna i området, att flodens namn bör ändras tillbaka till sitt gamla eller till Wakpa Wakan ("helig flod").